# Ungarn Rundt
Ungarn Rundt er et etapeløb som arrangeres årligt i midten af maj i Ungarn. Løbet er af klasse 2.Pro og har været en del af UCI ProSeries siden 2023. Løbet blev for første gang afholdt i 1925.

## Vindere
| År   | Vinder              | Toer                 | Treer               |
| ---- | ------------------- | -------------------- | ------------------- |
| 1925 | Károly Jerzsabek    | Miklós Ladányi       | József Bouska       |
| 1926 | László Vida         | Károly Hölczl        | Rezső Bouska        |
| 1927 | László Vida         | Dezső Huszka         | Károly Hugyecz      |
| 1929 | Oskar Thierbach     | Béla Jálics          | János Istenes       |
| 1930 | Vasco Bergamaschi   | János Peck           | Andrea Minasso      |
| 1931 | István Liszkay      | István Nemess        | Guglielmo Segato    |
| 1932 | József Vitéz        | István Nemess        | Livio Carlotti      |
| 1933 | Kurt Stettler       | Hans Martin          | László Orczán       |
| 1934 | Károly Szenes       | István Liszkay       | Béla Mádi           |
| 1935 | Károly Nemes-Nótás  | Ferenc Éles          | István Adorján      |
| 1937 | Lothar Strakati     | Stanisław Wasilewski | Antal Szalay        |
| 1942 | Ferenc Barvik       | Gyula Gere           | Mihaly Irhazi       |
| 1943 | István Liszkay      | Gyula Gere           | Lajos Lakatos       |
| 1949 | André Labeylie      | Rudolf Lauscha       | Roger Bourgeteau    |
| 1953 | József Kiss-Dala    | Bela Bartusek        | Márton Bencze       |
| 1955 | Győző Török         | József Albert        | Lajos Szabo         |
| 1956 | Győző Török         | Tibor Károlyi        | János Bende         |
| 1962 | Adolf Christian     | János Juszkó         | Ferenc Horváth      |
| 1963 | András Mészáros     | Lothar Höhne         | János Juszkó        |
| 1964 | Ferenc Stámusz      | Béla Juhász          | Andras Devay        |
| 1965 | László Mahó         | György Balasko       | János Juszkó        |
| 1993 | Jens Dittmann       | Gábor Kovács         | Dominique Perras    |
| 1994 | Wolfgang Kotzmann   | Oleksandr Klymenko   | Andreas Lauk        |
| 1995 | Sergej Ivanov       | Aleksandr Kavecki    | Jens Dittmann       |
| 1996 | Alexander Tolomanov | János Istlstekker    | Károly Eisenkrammer |
| 1997 | Zoltán Bebtó        | Yuri Zajac           | Balázs Rothmer      |
| 1998 | Alexander Rotar     | Volodimir Nanayenko  | Károly Eisenkrammer |
| 2001 | Mikoš Rnjaković     | Róbert Nagy          | Roman Broniš        |
| 2002 | Zoltán Vanik        | Jan Faltýnek         | Radek Blahut        |
| 2003 | Zoltán Remák        | Matej Jurčo          | Kacper Sowiński     |
| 2004 | Zoltán Remák        | Phillip Thuaux       | Martin Prázdnovský  |
| 2005 | Tamás Lengyel       | Martin Prázdnovský   | Glen Chadwick       |
| 2006 | Martin Riška        | Zoltán Remák         | Csaba Szekeres      |
| 2007 | Andrew Bradley      | Miroslav Keliar      | Stefan Pöll         |
| 2008 | Hans Bloks          | Vladimir Kerkez      | Ivan Stević         |
| 2015 | Tom Thill           | Andi Bajc            | James Early         |
| 2016 | Mihkel Räim         | Oleksandr Polivoda   | Daniel Turek        |
| 2017 | Daniel Jaramillo    | Barnabás Peák        | Tadej Pogačar       |
| 2018 | Manuel Belletti     | Kamil Małecki        | Paolo Totò          |
| 2019 | Krists Neilands     | Márton Dina          | Attila Valter       |
| 2020 | Attila Valter       | Quinn Simmons        | Damien Howson       |
| 2021 | Damien Howson       | Ben Hermans          | Antonio Tiberi      |
| 2022 | Eddie Dunbar        | Óscar Rodríguez      | Samuele Battistella |
| 2023 | Marc Hirschi        | Ben Tulett           | Yannis Voisard      |
| 2024 | Thibau Nys          | Emanuel Buchmann     | Wout Poels          |
| 2025 |                     |                      |                     |